# IPadOS 15
iPadOS 15は、Appleが開発しているiOSから派生させた、タブレット用オペレーティングシステムiPadOSの3番目のメジャーリリースである。2021年9月21日にリリース。

## 概要
iPadOS 13およびiPadOS 14でサポートされたモデル（iPad Proの全モデル、iPad Air 2以降のiPad Air、iPad (第5世代)以降のiPad、iPad mini 4以降のiPad mini）に対応。
対応モデルのうちiPadOS 16以降に対応しないiPad Air 2、iPad mini 4向けにセキュリティアップデートのみサポートが継続していた。2024年8月以降のセキュリティアップデートはない。

## 新機能・変更点
- 新しいSwift Playgrounds 4によりiOS/iPadOS 15.2以降のアプリを開発し、App Storeで配付することが出来る[6][7]。

## バージョン
| バージョン                                                               | ビルド       | 配信日          | 注釈                                     |
| ------------------------------------------------------------------------ | ------------ | --------------- | ---------------------------------------- |
| 15.0                                                                     | 19A346       | 2021年9月20日   | 初リリース                               |
| 15.0.1                                                                   | 19A348       | 2021年10月1日   | バグ修正                                 |
| 15.0.2                                                                   | 19A404       | 2021年10月11日  | セキュリティアップデート、バグ修正       |
| 15.1                                                                     | 19B74, 19B75 | 2021年10月25日  | セキュリティアップデート、リリースノート |
| 15.2                                                                     | 19C56        | 2021年12月13日  | セキュリティアップデート、リリースノート |
| 15.2.1                                                                   | 19C63        | 2022年01月12日  | バグ修正                                 |
| 15.3                                                                     | 19D50        | 2022年01月26日  | セキュリティアップデート、バグ修正       |
| 15.3.1                                                                   | 19D52        | 2022年02月10日  | セキュリティアップデート                 |
| 15.4                                                                     | 19E241       | 2022年03月14日  | バグ修正                                 |
| 15.4.1                                                                   | 19E258       | 2022年03月31日  | バグ修正、セキュリティアップデート       |
| 15.5                                                                     | 19F77        | 2022年05月16日  | バグ修正、セキュリティアップデート       |
| 15.6.1                                                                   | 19G82        | 2022年8月17日   | セキュリティアップデート                 |
| 15.7                                                                     | 19H12        | 2022年9月12日   | セキュリティアップデート                 |
| 15.7.1                                                                   | 19H117       | 2022年10月27日  | セキュリティアップデート                 |
| 15.7.2                                                                   | 19H218       | 2022年12月13日  | セキュリティアップデート                 |
| 以降、iPadOS 16以降に対応しないiPad Air 2、iPad mini 4向けのアップデート |              |                 |                                          |
| 15.7.3                                                                   | 19H307       | 2023年1月23日   | セキュリティアップデート                 |
| 15.7.4                                                                   | 19H321       | 2023年3月27日   | セキュリティアップデート                 |
| 15.7.5                                                                   | 19H332       | 2023 年4 月10日 | セキュリティアップデート                 |
| 15.7.6                                                                   | 19H349       | 2023 年5月18日  | セキュリティアップデート                 |
| 15.7.7                                                                   | 19H357       | 2023年6月21日   | セキュリティアップデート                 |
| 15.7.8                                                                   | 19H364       | 2023年7月31日   | セキュリティアップデート                 |
| 15.7.9                                                                   | 19H365       | 2023年9月11日   | セキュリティアップデート                 |
| 15.8                                                                     | 19H370       | 2023年10月25日  | セキュリティアップデート                 |
| 15.8.1                                                                   | 19H380       | 2024年1月22日   | セキュリティアップデート                 |
| 15.8.2                                                                   | 19H384       | 2024年3月5日    | バグフィックス                           |
| 15.8.3                                                                   | 19H386       | 2024年7月29日   | セキュリティアップデート                 |
| 15.8.4 *                                                                 | 19H390       | 2025年4月31日   | セキュリティアップデート                 |

注：白色は過去のバージョン、緑*は最新のバージョン。

## 対応端末

### iPad
- iPad (第5世代)
- iPad (第6世代)
- iPad (第7世代)
- iPad (第8世代)
- iPad (第9世代)
- iPad mini 4
- iPad mini (第5世代)
- iPad mini (第6世代)
- iPad Air 2
- iPad Air (第3世代)
- iPad Air (第4世代)
- iPad Air (第5世代)
- 12.9インチiPad Pro (第1世代)
- 9.7インチiPad Pro
- 12.9インチiPad Pro (第2世代)
- 10.5インチiPad Pro
- 12.9インチiPad Pro (第3世代)
- 11インチiPad Pro (第1世代)
- 12.9インチiPad Pro (第4世代)
- 11インチiPad Pro (第2世代)
- 12.9インチiPad Pro (第5世代)
- 11インチiPad Pro (第3世代)